# Jinzhou, Shijiazhuang
Jinzhou, tidigare romaniserat Tsinhsien, är en stad på häradsnivå i norra Kina, och är en del av Shijiazhuangs stad på prefekturnivå  i provinsen Hebei. Den ligger omkring 240 kilometer sydväst om huvudstaden Peking. Den blev en stad 1991, från att tidigare varit ett härad. Jinzhou har lite mer än en halv miljon invånare på en yta av 619 km².
Staden är bland annat känd som den berömde kinesiske statsmannen Wei Zhengs (580-643) hemort.

## Demografi
| Område                         | Invånarantal 1 juli 1990 | Invånarantal 1 november 2000 |
| ------------------------------ | ------------------------ | ---------------------------- |
| Stad (de jure)                 | Ingen uppgift            | 502 825                      |
| Stad (de facto)                | 477 849                  | 520 942                      |
| Urban befolkning (de facto)    | 19 625                   | 144 252                      |
| ...varav centralort (de facto) | 17 997                   | Ingen uppgift                |